# کنستانتین اوربلیان (پسر)
کنستانتین اوربلیان (ارمنی: Կոնստանտին Օրբելյան؛ انگلیسی: Constantine Garrievich Orbelian, Jr.؛ زادهٔ ۲۷ اوت ۱۹۵۶) رهبر ارکستر، و نوازنده پیانو ارمنی‌تبار اهل ایالات متحده آمریکا است. کنستانتین اوربلیان هم اکنون مدیر موسیقی و رهبر اصلی ارکستر اپرای شهر نیویورک می‌باشد.

## زندگی‌نامه
وی در ۲۷ اوت ۱۹۵۶ در سان فرانسیسکو، کالیفرنیا به دنیا آمد و از مدرسه جولیارد فارغ‌التحصیل گشت. وی همچنین برنده جوایزی همچون هنرمند شایسته فدراسیون روسیه و نشان دوستی شد.